# Mickey Gang
Mickey Gang foi uma banda de indie rock brasileira. Formada em 2007 em Colatina, interior do Espírito Santo, a banda destacava-se de outras pelas músicas originais serem em inglês, o que lhes rendeu limitado sucesso na Europa, apesar de serem relativamente desconhecidos no Brasil à época.

## História
A banda foi formada em 2007 na cidade de Colatina, interior do Espírito Santo, composta pelo vocalista e tecladista Arthur Marques, o baixista Bruno Magalhães, o guitarrista Ricardo Vieira, e o baterista João Balla, todos da mesma cidade. Inicialmente lançou apenas singles, realizando 15 shows, com participações nos festivais Creamfields e Popload Gig. Realizaram shows e duas turnês na Inglaterra, onde lançaram um vinil. A banda foi indicada como Aposta MTV no VMB 2009. Em 2008, a banda lançou seu primeiro álbum. Dentre as influências do grupo estão Blink 182, Gorillaz, The Killers, Nirvana, McFly, e The Fray, tendo sida comparada com The Strokes pela imprensa britânica.

## Discografia
| Ano  | Álbum                | Gravadora      |
| ---- | -------------------- | -------------- |
| 2008 | We Have Feelings Too | Independente   |
| 2009 | Horses Can't Dance   | Não disponível |

### Singles
| Ano  | Título                 |
| ---- | ---------------------- |
| 2007 | I Was Born in the 90’s |
| 2007 | With Love Prince       |
| 2007 | Horses Can't Dance     |
| 2007 | Fuck You Cupid         |